# Sindangangin
Sindangangin is een bestuurslaag in het regentschap Ciamis van de provincie West-Java, Indonesië. Sindangangin telt 3892 inwoners (volkstelling 2010).